# After the Burial
After the Burial – zespół grający muzykę z pogranicza progressive metalu i metalcore'u, utworzona w Minneapolis w 2004 roku. Grupa do 2010 roku wydała 4 albumy, z czego dwa przedostatnie w wytwórni Sumerian Records.

## Muzycy
Obecny skład zespołu
- Trent Hafdahl – gitara prowadząca (od 2004), śpiew (od 2008)
- Dan Carle – perkusja (od 2007)
- Anthony Notarmaso – śpiew (od 2008)

Byli członkowie zespołu

- Lerichard „Lee” Foral – gitara basowa (od 2004-2016)

- Greg Erickson – perkusja (2004–2006)
- Nick Wellner – śpiew (2004–2007)
- Justin Lowe (zmarły) – gitara rytmiczna (2004–2015), perkusja (2008)[3]
- Eric Robles – perkusja (2006–2007)
- Grant Luoma – śpiew (2007–2008)

## Dyskografia
| Forging A Future Self       | - Data: 1 marca 2006 - Wydawca: Corrosive Recordings  | –  | – | –  |                 |
| Rareform                    | - Data: 22 lipca 2008 - Wydawca: Sumerian Records     | –  | – | –  |                 |
| In Dreams                   | - Data: 22 listopada 2010 - Wydawca: Sumerian Records | –  | 3 | 27 |                 |
| Wolves Within               | - Data: 17 grudnia 2013 - Wydawca: Sumerian Records   | –  | 2 | 27 | - USA: 11 tys.+ |
| Dig Deep                    | - Data: 19 lutego 2016 - Wydawca: Sumerian Records    | 50 | 1 | –  | - USA: 10 tys.+ |
| „—” album nie był notowany. |                                                       |    |   |    |                 |